# Campeonato Mineiro de Futebol Feminino de 2022
O Campeonato Mineiro Feminino de 2022 é a décima oitava edição desta competição de futebol feminino organizada pela Federação Mineira de Futebol (FMF). A competição foi composta de três fases e disputada por seis equipes entre 18 de setembro e 12 de novembro.

## Formato e participantes
O regulamento dividiu a competição em três fases distintas; na primeira, os integrantes enfrentaram os rivais em embates de turno único, classificando os quatro melhores colocados. Nas semifinais, dois embates eliminatórios foram formados de acordo com o cruzamento olímpico. Os vencedores se qualificaram para a decisão em jogo único. Os seis participantes são:
| Equipe           | Cidade                 | Estádio                         | Títulos                                       | Ref.  |
| ---------------- | ---------------------- | ------------------------------- | --------------------------------------------- | ----- |
| América Mineiro  | Belo Horizonte         | Complexo Esportivo da PUC Minas | 3 (2016, 2017 e 2018)                         | [ 5 ] |
| Araguari         | Araguari               | Arena do Inconfidência          | —                                             | [ 5 ] |
| Atlético Mineiro | Belo Horizonte         | Estádio das Alterosas           | 7 (2006, 2009, 2010, 2011, 2012, 2020 e 2021) | [ 5 ] |
| Cruzeiro         | Belo Horizonte         | Toca da Raposa II               | 1 (2019)                                      | [ 5 ] |
| Nacional VRB     | Visconde do Rio Branco | Joseph Lambert                  | —                                             | [ 5 ] |
| Uberlândia       | Uberlândia             | CT Ninho do Periquito           | —                                             | [ 5 ] |

## Resultados
Os resultados das partidas da competição estão apresentados nos chaveamentos abaixo. A primeira fase foi disputada por pontos corridos, com os seguintes critérios de desempates sendo adotados em caso de igualdades: número de vitórias, saldo de gols, número de gols marcados, confronto direto, número de cartões vermelhos recebidos, número cartões amarelos recebidos e sorteio. Por outro lado, as fases seguintes consistiram de partidas de ida e volta nas semifinais e jogo único na final, as equipes mandantes da primeira partida estão destacadas em itálico e as vencedoras do confronto, em negrito. Conforme preestabelecido no regulamento, o resultado agregado das duas partidas definirá quem avançará à final.

### Fase final
|  | Semifinais       | Semifinais       | Semifinais | Semifinais |   |          | Final | Final |
|  |                  |                  |            |            |   |          |       |       |
|  | Uberlândia       | 0                | 1          | 1          |   |          |       |       |
|  | Cruzeiro         | 3                | 4          | 7          |   |          |       |       |
|  | Cruzeiro         | 3                | 4          | 7          |   | Cruzeiro | 1 (1) |       |
|  |                  |                  |            |            |   | Cruzeiro | 1 (1) |       |
|  |                  | Atlético Mineiro | 1 (4)      |            |   |          |       |       |
|  | América Mineiro  | Atlético Mineiro | 1 (4)      | 1          | 1 | 2        |       |       |
|  | América Mineiro  |                  |            | 1          | 1 | 2        |       |       |
|  | Atlético Mineiro | 0                | 4          | 4          |   |          |       |       |